# Klassieke archeologie

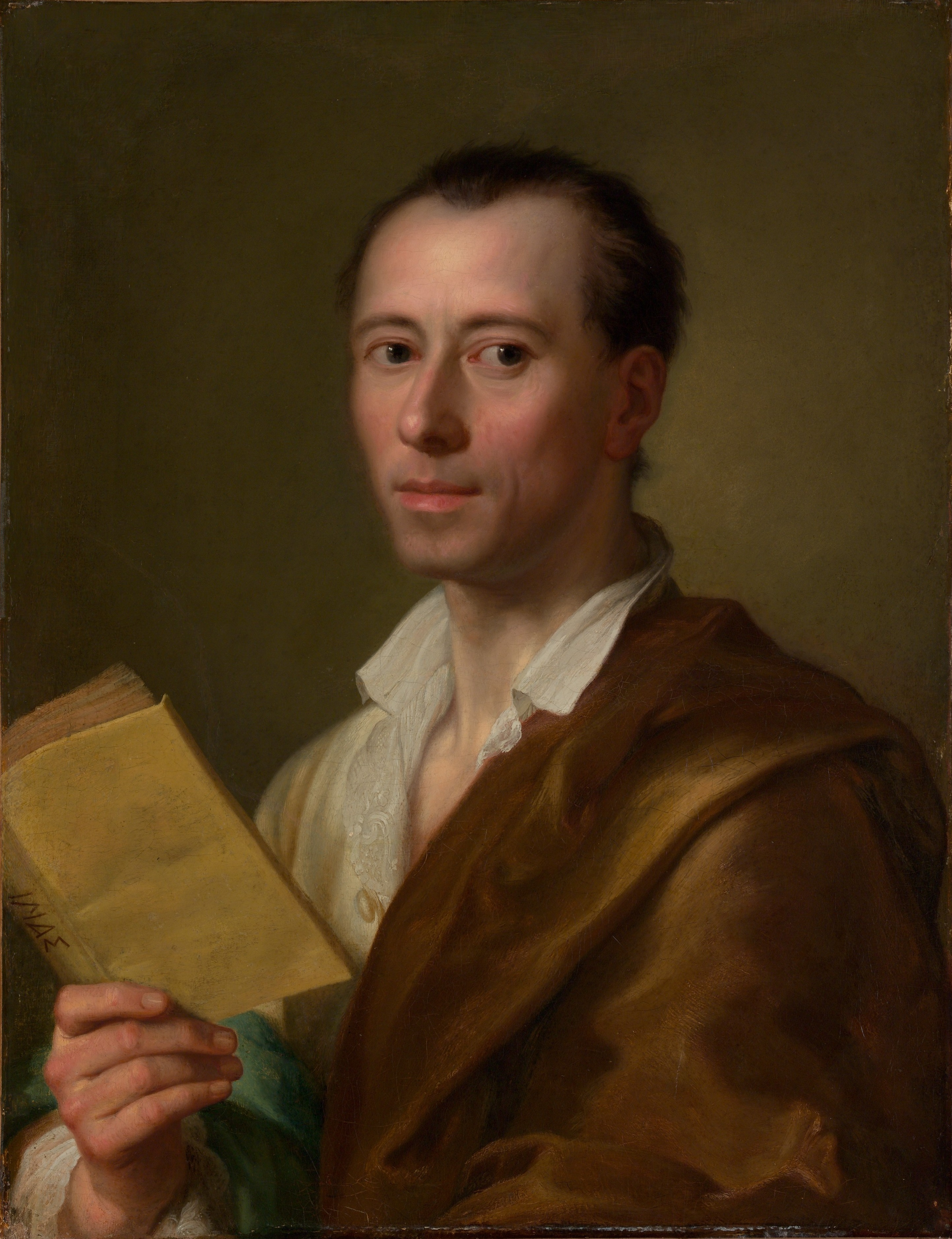
J.J. Winckelmann geschilderd door Anton Raphael Mengs (ca. 1755)

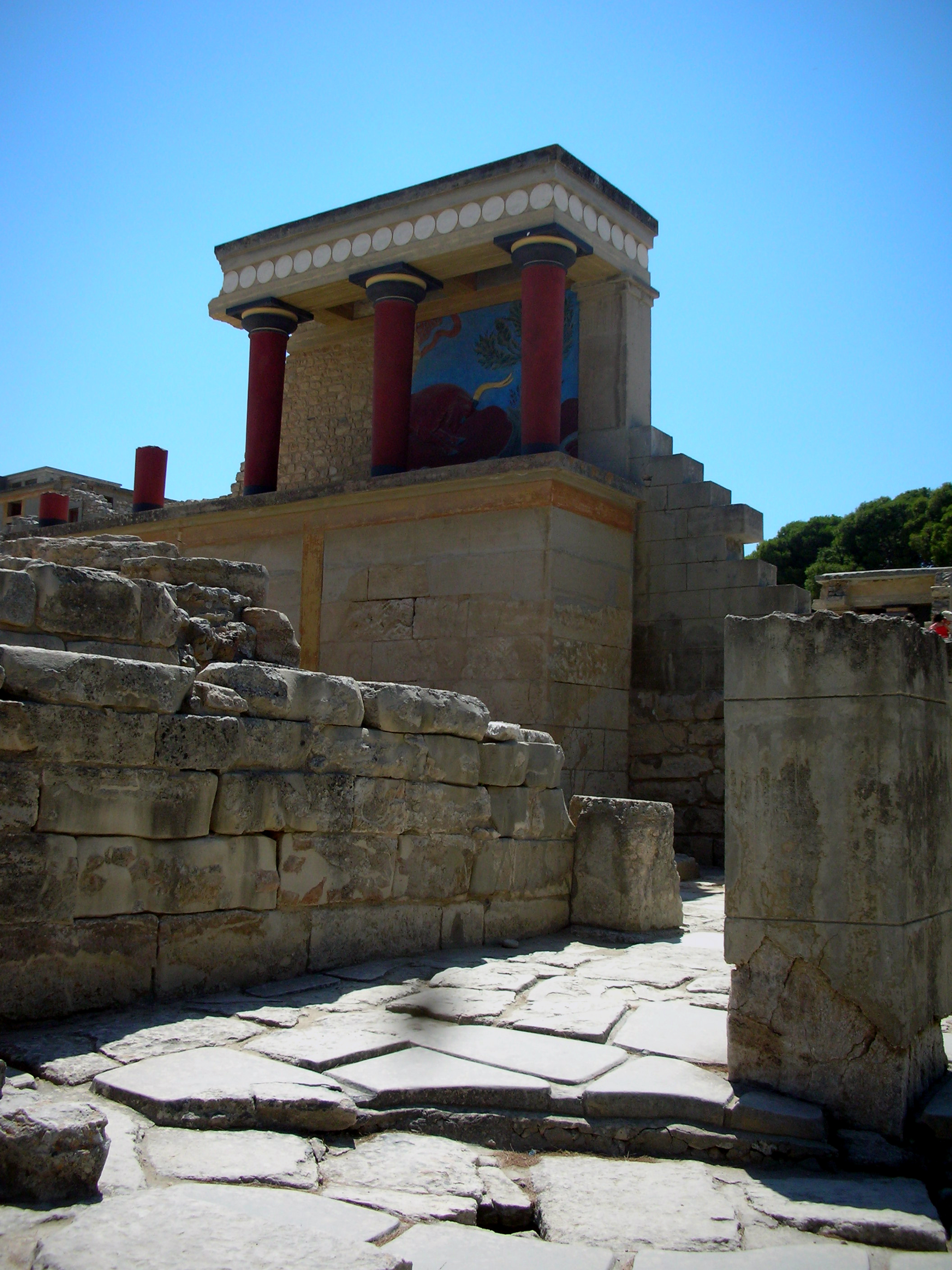
Een deel van het Minoïsche paleis van Knossos op Kreta. Het werd in 1878 ontdekt en vanaf 1900 structureel opgegraven en gerestaureerd door sir A.J. Evans.

Archeologie van de klassieke oudheid, vaak afgekort tot klassieke archeologie, is de discipline binnen de oudheidkunde die de culturen van de Antieke wereld (au fond: het oude Griekenland en het Romeinse Rijk) tracht te reconstrueren aan de hand van materiële overblijfselen en hun context in de breedste zin.
Klassieke archeologie is de oudste cultuurgerichte tak van de (relatief jonge) archeologische wetenschap. Als grondlegger wordt wel de Duitse kunsthistoricus J.J. Winckelmann (1717-1768) genoemd, die de eerste was om klassieke kunstwerken in een historische samenhang en in een chronologische hiërarchie te plaatsen. Zijn geschriften over de archeologische opgravingen van Herculaneum getuigen van een wetenschappelijke nauwkeurigheid die in zijn tijd eerder ongewoon was. In Nederland komt de klassieke archeologie op in de 19e eeuw, onder meer onder invloed van de classicus dr. C.J.C. Reuvens (1793-1835), die in 1818 werd aangesteld als hoogleraar Oudheidkunde aan de Leidse Universiteit en als directeur van het nationale archeologische museum, het Rijksmuseum van Oudheden te Leiden.
Aanvankelijk richtte de klassieke archeologie, die sterk verbonden was met de van oudsher op universiteiten gedoceerde klassieke talen, zich vrijwel uitsluitend op de cultuur van het oude Griekenland (en dan met name op Attica) en de Romeinse oudheid (vooral de keizertijd). Oudheidkundige collecties, zoals die van Griekse en Romeinse gemmen en munten, werden aangelegd ter ondersteuning van het onderwijs in de letteren. Daarnaast waren vooral Attisch aardewerk en marmeren beelden geliefde verzamelobjecten. Later zou de klassieke archeologie uitgroeien tot een meer zelfstandige discipline, die ook aandacht schonk aan andere Mediterrane culturen en cultuurperioden (zoals de Etruskische cultuur en de prehistorie van het Egeïsche gebied), en werden culturen meer belicht in hun onderlinge samenhang. Onder invloed van O. Montelius (1843-1921) en W.M.F. Petrie (1853-1942) konden artefacten relatief worden gedateerd. Tegenwoordig maakt de klassieke archeologie ook gebruik van chemische en natuurkundige daterings- en prospectiemethoden, zoals de wellicht bekende 14C-dateringsmethode, en verliest zij steeds meer het karakter van een kunsthistorische wetenschap waarbij de iconografie en tekstuele bronnen als enige reconstructiemedia gelden. Gezien het scala aan culturen die vandaag de dag tot het onderzoeksterrein van de klassieke archeologie behoren, wordt in plaats van klassieke archeologie gemakshalve ook wel gesproken van Mediterrane archeologie.

## Bekende archeologen en opgravingen

### Bekende archeologen
- Heinrich Schliemann (1822-1890), een Duitse zakenman, raakte gefascineerd door de epische dichtwerken van Homeros en vond het beroemde Troje en Mycene uit de Ilias.
- Sir Arthur Evans (1851-1941), een Britse archeoloog die onderzoek deed naar de Minoïsche beschaving. Hij verwierf bekendheid door zijn opgraving van het Paleis van Knossos op Kreta.
- Ranuccio Bianchi Bandinelli (1900-1975), een van de meest gezaghebbende Italiaanse archeologen van de 20e eeuw.
- Massimo Pallottino (1909-1995), een Italiaanse archeoloog gespecialiseerd in pre-Romeins Italië. In de jaren 60 van de 20e eeuw ontdekte hij het Etruskische tempelcomplex van Pyrgi. Hij publiceerde talloze boeken en artikelen over de Etrusken en heeft de etruscologie op de kaart gezet.
- Manolis Andronikos (1919-1992), een beroemde Griekse archeoloog, die in 1977 in Macedonië het (vermeende) koningsgraf van Philippos II (de vader van Alexander de Grote) ontdekte.

### Bekendearcheologische opgravingen
- Pompeï
- Herculaneum
- de akropolis van Athene